# Puszczykowo
Puszczykowo is een stad in het Poolse woiwodschap Groot-Polen, gelegen in de powiat Poznański. De oppervlakte bedraagt 16,65 km², het inwonertal 9177 (2005).

## Verkeer en vervoer
- Station Puszczykowo